# Fujiwara no Shunshi
Fujiwara no Shunshi, född 1209, död 1233, även känd som Sohekimon-in, var en japansk kejsarinna, gift med kejsar Go-Horikawa.